# Petracola ventrimaculatus
Petracola ventrimaculatus là một loài thằn lằn trong họ Gymnophthalmidae. Loài này được Boulenger mô tả khoa học đầu tiên năm 1900.